# Clase Tacoma
La Clase Tacoma de fragatas patrulleras prestó servicio en la Marina de los Estados Unidos durante la Segunda Guerra Mundial. 

Denominada en honor de la ciudad de Tacoma (Washington), la clase fue diseñada con base en la Clase River británica, y se distingue de esta última principalmente por el mástil y el armamento: donde la Tacoma tiene un mástil único, mientras que la River tiene un mástil en forma de trípode, y la Tacoma tiene cañones principales más ligeros (3") vs. la River con sus cañones de 4".
A diferencia de la mayoría de buques militares, las Tacoma fueron construidas bajo especificaciones comerciales, no militares, lo que resulta en buques cualitativamente más débiles, pero permitió construir una gran cantidad de ellos rápida y eficientemente, en múltiples astilleros de EE. UU. , y no únicamente en astilleros militares.
Muchos de estos buques fueron utilizados en funciones de guerra antisubmarina y varios de ellos prestaron servicio con tripulaciones de los Guardacostas de los Estados Unidos.
Se construyeron 96 buques, de los cuales 21 fueron transferidos al Reino Unido bajo la Ley de Préstamo y Arriendo; Las Tacoma británicas fueron nombradas en honor a varias de las colonias de UK, y pasaron a ser conocidas como la Clase Colony.
A finales de la guerra, otras 28 fueron enviadas en préstamo a la Marina Soviética, en preparación para una posible invasión a Japón, que nunca se dio por la capitulación japonesa en agosto de 1945.
Después de la guerra, muchos de estos buques fueron transferidos a las Armadas de varios países, incluyendo, entre otros, México, Perú, Corea del Sur, Francia, Grecia, Cuba, Colombia y Taiwán, en los que prestaron servicio en promedio hasta los 1970s y 1980s.

## Galería

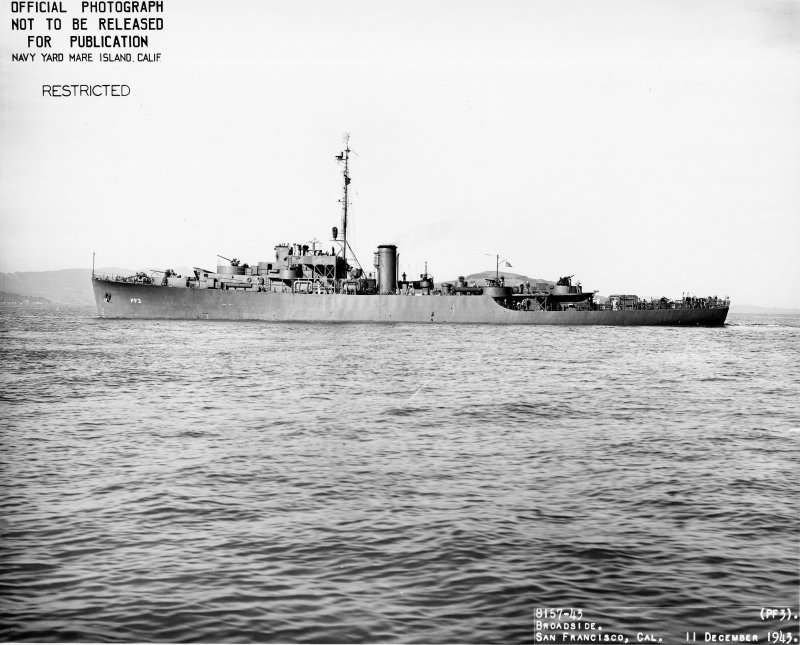
USS Tacoma (PF-3)
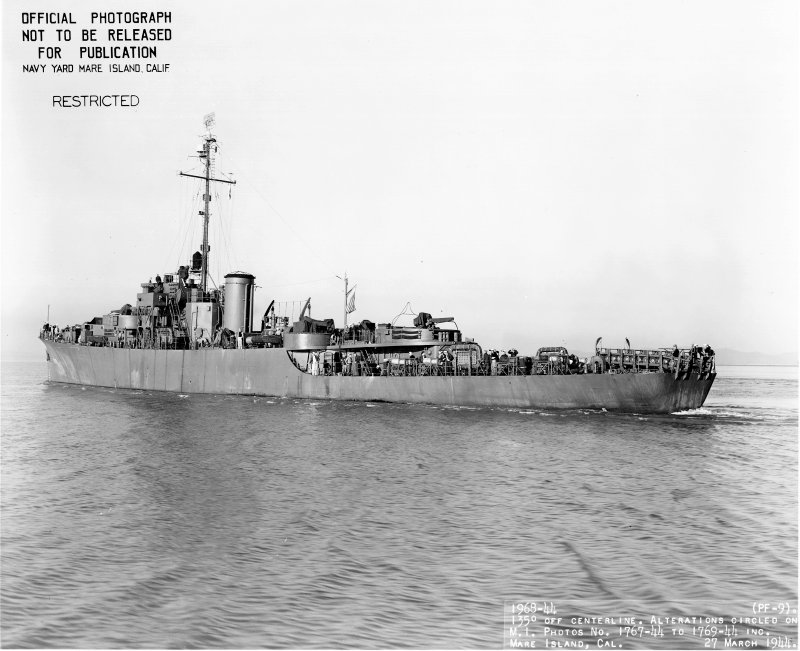
USS Pocatello (PF-9)
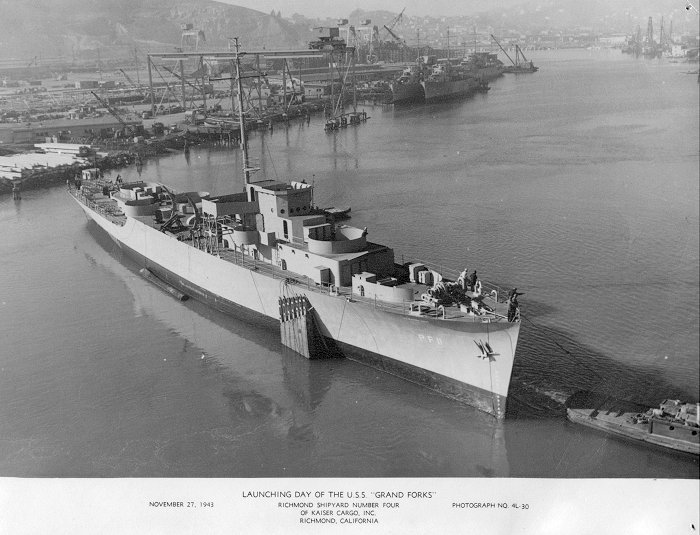
USS Grand Forks (PF-11)
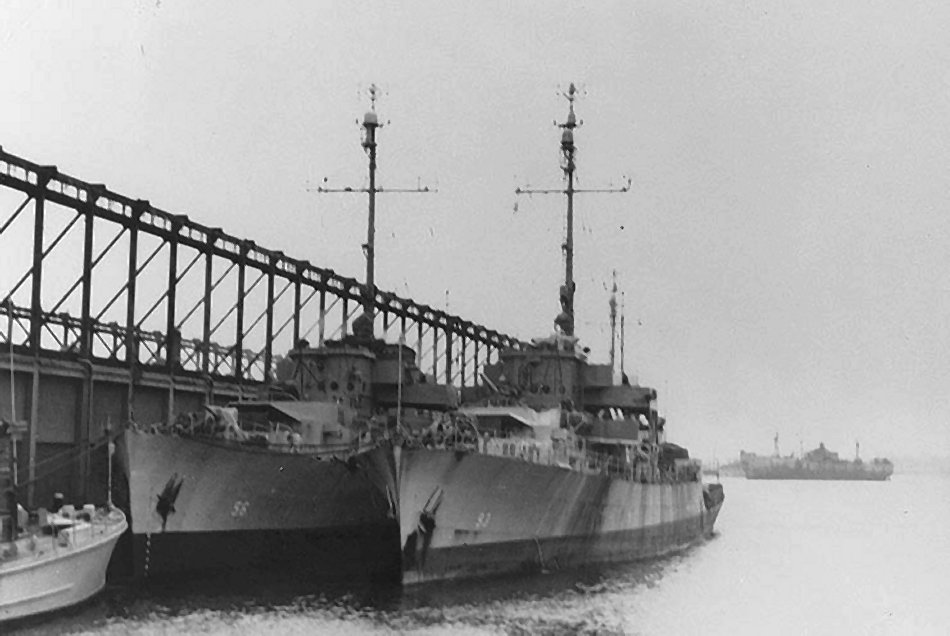
USS Covington (PF-56) (izq.) y USS Lorain(PF-93) (der.)
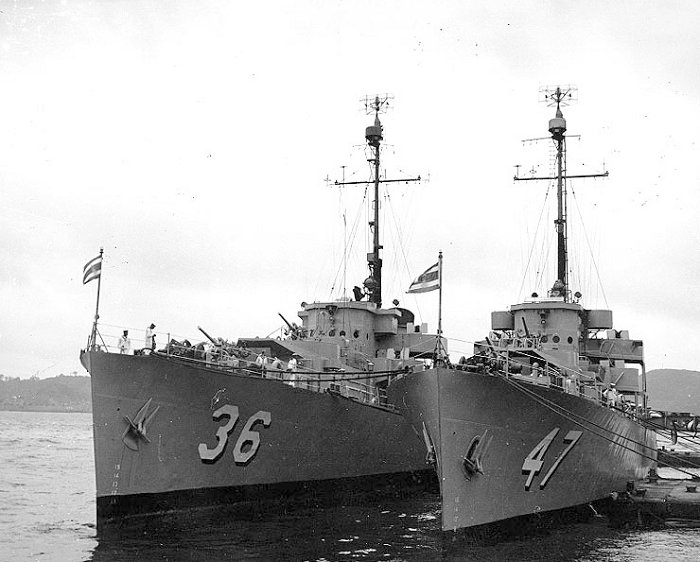
USS Glendale (PF-36) (izq.) y USS Gallup (PF-47) (der.)
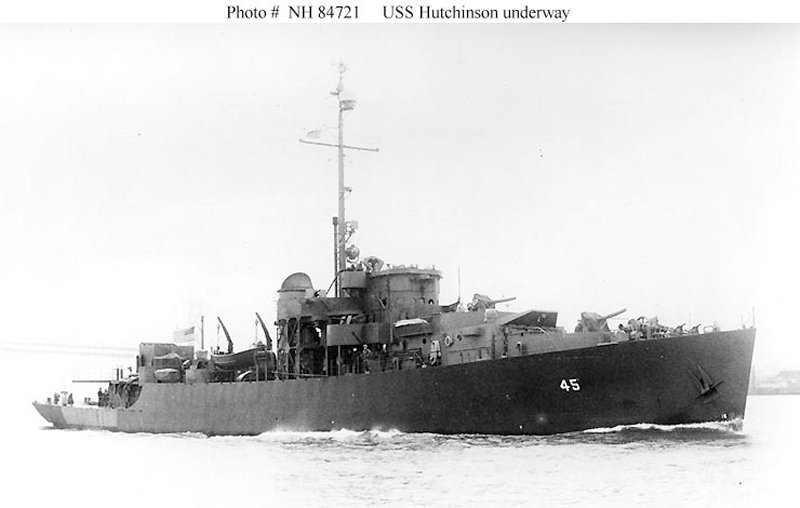
USS Hutchinson (PF-45)
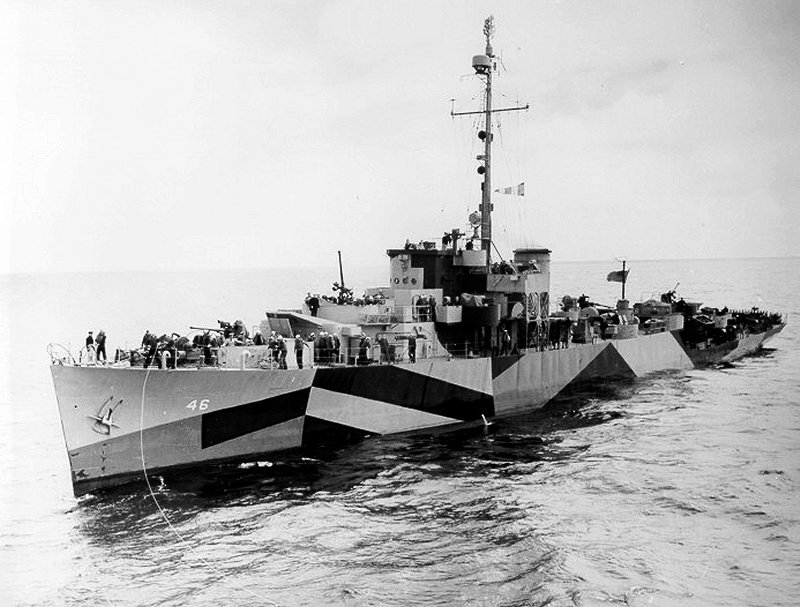
USS Bisbee (F-46)
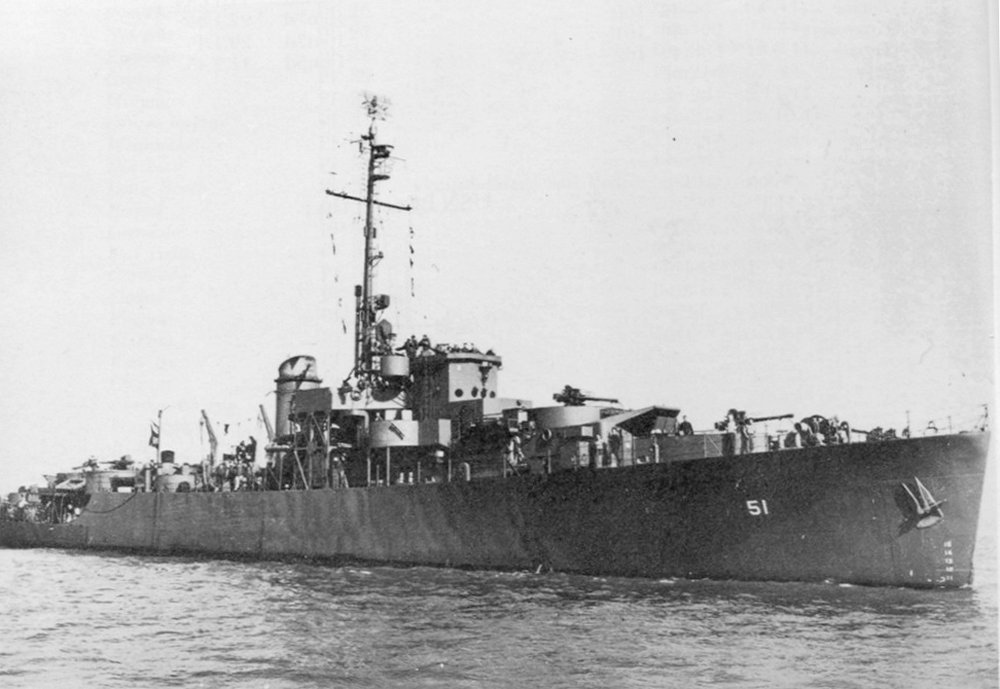
USS Burlington (PF-51)